# Příloha e-mailu
Příloha e-mailu je soubor, který se odesílá společně s e-mailem. Ke každému e-mailu lze připojit jednu nebo více příloh a odeslat je adresátovi. Je to jednoduchý způsob, jak sdílet soubory a obrázky s ostatními uživateli. Standardní ikonou přílohy v poštovních programech je kancelářská sponka.

## Současné využití

### Omezení velikosti přílohy
E-mailové standardy jako MIME blíže neurčují limit pro velikost příloh, ale uživatel v praxi brzy zjistí, že e-mailem nemůže posílat příliš velké soubory.
Odeslaný e-mail se zpravidla při své cestě k adresátovi musí dostat přes několik MTA (Mail Transfer Agent). Každý z nich musí zprávu nejprve uložit, než ji může poslat dále, a proto se během tohoto procesu někdy zavádějí limity velikosti zprávy. Důsledkem toho je, že pokud si posíláme velké přílohy v rámci počítačové sítě firmy nebo organizace, tak bez problémů projdou, zatímco pokud je posíláme někomu přes Internet, není to zaručeno. Z tohoto důvodu systémy odchozí pošty zpravidla omezují velikost souboru, který uživatelé mohou k e-mailu připojit. Například když ve službě gmail od Googlu zvýšili limit pro velikost přílohy na 25MB, zobrazilo se také varování, že se vám nemusí podařit poslat zprávu s takto velkou přílohou uživatelům, kteří používají e-mailové služby s menším limitem.  Obecně se dá říci, že za maximální bezpečnou velikost e-mailu je považováno 10MB.
Tyto limity mohou uživatele mást, protože kódování MIME má až 30% režii – a proto se soubor, který na pevném disku zabírá 20 MB, jako příloha nevejde do limitu 25MB.

### Nebezpečné typy souborů
Uživatelé e-mailu většinou znají varování, aby nevyžádaný email s přílohou vždy považovali za podezřelý a nebezpečný, zejména pokud si nemohou ověřit totožnost odesilatele.
V praxi však tato rada nestačí. Například, již v roce 1987 byly „důvěryhodnými uživateli“ rozesílány spustitelné programy, jež napáchaly škody a zmatek (třeba červ Christmas Tree EXEC, který napadal sálové počítače a ochromil několik mezinárodních počítačových sítí). V letech 2000 a 2001 pak dosáhly velkého stupně rozšíření červi ILOVEYOU a Anna Kournikova, následkem čehož začaly být do e-mailových systémů přidávány další ochranné vrstvy proti malwaru. V dnešní době mnoho systémů raději blokuje některé druhy příloh.

## Historie a technické detaily
Původně obsahoval SMTP e-mail pouze 7bitový ASCII text. Proto bylo přidávání příloh realizováno zakódováním 8bitových souborů pomocí uuencode, BinHex nebo xxencode a následným vložením vygenerovaného textu do těla zprávy. Standard MIME (RFC2045), který se objevil v roce 1996, poskytoval prostředí, jež umožňovalo zabalení zprávy a všech jejích příloh do jediného celku, a standardizoval kódování base64 pro převod binárních dat na 7bitové ASCII. Moderní poštovní servery využívající ESMTP umožňují podporu plného 8bitového kódování znaků díky rozšíření 8BITMIME.
První e-mailovou přílohu poslal Nathaniel Borenstein 11. března 1992.